# Sébastien Deshaies
Sébastien Deshaies, né en 1980 à Lachine, Québec, est un guitariste classique, violoneux, conférencier et producteur musical. En 2022, il devient membre du Montréal Guitare Trio.

## Biographie
Né à Lachine en 1980, Sébastien Deshaies commence l'étude de la guitare classique dès l'âge de 9 ans. Cinq ans plus tard, il est admis au Conservatoire de musique de Trois-Rivières.
Depuis 2000, il est actif comme musicien professionnel en tant que soliste et aussi au sein de différentes formations musicales dont le Duo Contra-Danza avec le clarinettiste Denis Doucet,. Il fait également partie du groupe de musique traditionnelle québécoise L'Anche à Deux Cordes avec l'accordéoniste Frank Sears et le contrebassiste Marc Benoît,. En 2006, cette formation fut qualifiée comme étant l'une des plus prometteuses dans son créneau.
À quelques reprises, la presse souligne la qualité et la précision technique de son jeu marquée par une virtuosité au service de la musique,,.
En 2011, lors d'un concert solo à la guitare, intitulé Entre Paris et Séville, avec l'Orchestre symphonique de Trois-Rivières , le public l'ovationne à la suite de l'interprétation du Concerto D'Aranjuez de Joaquín Rodrigo.
Musicien du genre classique, il suit également les traces de son grand-père et de son père en jouant de la musique traditionnelle québécoise au violon.  En 2013, en collaboration avec le Grand Orchestre de la Mauricie, il fait revivre le répertoire du violoneux Jean Carignan en présentant un concert hommage. En 2014, avec le même ensemble, il enregistre et lance un album intitulé Hommage à Ti-Jean Carignan. 
Depuis le début de sa carrière musicale, il se produit en concert dans plusieurs pays, notamment au Canada, au Chili, aux États-Unis, en France, au Mexique et au Pérou. En 2013, par exemple, il a été le premier guitariste canadien à se produire à la 24e édition Festival International de guitare classique ICPNA de Lima au Pérou.Sa participation à cet événement a été marquée par la création de sa première composition intitulée Méditation I pour guitare,. En 2014, il est retourné en Amérique du Sud pour participer à une tournée de concerts en tant que guitariste soliste au Festival International Entrecuerdas au Chili, . 

## Concerts principaux
- 2022 : Premier concert en tant que membre du Montréal Guitare Trio au Artemus W. Ham Concert Hall de Las Vegas, au Nevada
- 2019 : Artiste invité du spectacle de la Fête nationale du Québec à l'esplanade de l'Amphithéâtre Cogeco de Trois-Rivières[21]
- 2015 : Guitariste soliste invité dans le cadre du Festival International de guitare Entrecuerdas (Chili)[22]
- 2014 : Organisation et présentation de la deuxième édition de la Série Grands Concerts[9]
- 2013 : Guitariste soliste invité dans le cadre du Festival International de guitare classique ICPNA (Lima, Pérou)[16],[23]
- 2012 : Organisation et présentation de la première édition de la Série Grands Concerts[8]
- 2011 : Soliste invité de L'Orchestre symphonique de Trois-Rivières pour l’interprétation du Concerto pour guitare et orchestre à cordes, opus 56 de Jacques Hétu et du Concerto d’Aranjuez pour guitare et orchestre de Joaquín Rodrigo[24]
- 2001 : Concert de guitare classique en solo pour la Série « Jeunes Artistes », chaîne culturelle de Radio-Canada

## Autres projets et collaborations
- 2013 : Participation à une capsule vidéo pour Télé-Québec au sujet du répertoire du violoneux Jean Carignan[25]
- 2012 : Série de concerts au Québec avec le guitariste et compositeur italien Marcos Vinicius [26]
- 2000 : Interprétation d'une œuvre du compositeur canadien Jean Chatillon[27]

## Prix et honneurs
- 2014 : Arts Excellence : Culture Mauricie, Spectacle de l’année[28]
- 2013 : Grands Prix culturels de la ville de Trois-Rivières, Prix des arts de la scène Louis-Philippe-Poisson[29]
- 2006 : Canadian Folk Music Awards, Finaliste au sein du groupe l'Anche à Deux Cordes pour le meilleur groupe instrumental[30]
- 2005 : Grands Prix culturels de la ville de Trois-Rivières, Prix des arts de la scène Louis-Philippe-Poisson
- 1999 : Concours Guitare-Drummond, Lauréat
- 1998 : Collège de Sherbrooke, Lauréat du Prix d’expression musicale
- 1997 : Concours de musique du Canada, Finale Nationale, Premier Prix (catégorie 16 ans et moins)[31]

## Discographie
- 2025 : Morricone - MG3 : Montréal Guitare Trio : Sébastien Deshaies, Glenn Lévesque, Marc Morin - Banyan BYN2-008 [32]
- 2025 : Mémoires Sonores vol.1 - Sébastien Deshaies - Contrass Audio
- 2019 : Le voyage virtuose (tome 3) - Duo Contra-Danza : Sébastien Deshaies et Denis Doucet - Contrass Audio CONT-006[33]
- 2018 : La guitare au Sud - Sébastien Deshaies - Contrass Audio CONT-005[34]
- 2014 : Sébastien Deshaies et le GOM : Hommage à Ti-Jean Carignan - Sébastien Deshaies, avec le Grand Orchestre de la Mauricie - Grand Orchestre de la Mauricie GOM-001
- 2014 : Le voyage virtuose (tome 2) - Duo Contra-Danza : Sébastien Deshaies et Denis Doucet - Contrass Audio CONT-004[35]
- 2013 : Le voyage virtuose (tome 1) - Duo Contra-Danza : Sébastien Deshaies et Denis Doucet - Contrass Audio CONT-002[36]
- 2010 : Playing Marcos Vinicius (various artists) - Sébastien Deshaies et plusieurs collaborateurs - Sonitus SON 123/10
- 2010 : Œuvres pour guitare seule / works for solo guitar - Sébastien Deshaies - Contrass Audio CONT-001[37]
- 2005 : L’Anche à Deux Cordes : musique traditionnelle du Québec - Marc Benoît, Sébastien Deshaies et Frank Sears - Gala Records GAL-102[38]
- 2002 : Jean Chatillon Chorals, Op. 88 - Sébastien Deshaies - Éditions de l’Écureuil noir EN-03[39]

## Publications
- 2012 : Méditation I pour guitare - Sébastien Deshaies - Sonitus Edizioni 1098 [18]